# Нижній Ристюг
Нижній Ристю́г (рос. Нижний Рыстюг) — присілок у складі Нікольського району Вологодської області, Росія. Входить до складу Краснополянського сільського поселення.

## Населення
Населення — 24 особи (2010; 25 у 2002).
Національний склад (станом на 2002 рік):
- росіяни — 100 %